# Варсити Стэдиум
«Варсити Стэдиум» (англ. Varsity Stadium) — футбольный стадион, расположенный в городе Торонто (Канада). Является домашней ареной студенческих команд по футболу и канадскому футболу Университета Торонто. Спортивные соревнования в этом месте проводятся с 1898 года. Нынешний стадион построен в 2007 году на месте старого, возведённого в 1911 году. В прошлом являлся домашним для клуба Канадской футбольной лиги «Торонто Аргонавтс». Принимал матчи футбольного турнира во время Летних Олимпийских игр 1976 года. Здесь регулярно проходили такие наиболее значимые матчи по канадскому футболу как Кубок Грея и Кубок Ванье. Также этот стадион известен как место проведения последнего финала старой Североамериканской футбольной лиги, так называемого Соккер Боул в 1984 году.

## История
Спортивные команды Университета Торонто использовали это место как спортивную площадку с 1898 года. В 1911 году был открыт университетский стадион.

### Старый стадион
Канадский спринтер Перси Уильямс установил мировой рекорд в беге на 100 метров со временем 10,3 секунды на «Варсити Стэдиум» во время чемпионата Канады по лёгкой атлетике в 1930 году.
Стадион на протяжении всей своей истории принимал игры по канадскому футболу студенческой команды «Торонто Варсити Блюз». Кроме этого здесь играл клуб Канадской футбольной лиги «Торонто Аргонавтс» до переезда в 1959 году на новый «Иксхибишн Стэдиум». Несмотря на то, что стадион не принимал значимых матчей КФЛ почти полвека, он по-прежнему является рекордсменом по количеству проведённых финалов лиги под названием Кубок Грея. Вместимость стадиона менялась со временем, но достигла своего пика примерно в 22 000 зрителей в 1950-х годах. При этом с использованием временных трибун рекордная посещаемость составила 27 425 человек, когда «Эдмонтон Эскимос» обыграли «Монреаль Алуэттс» со счётом 50:27 в финале Кубка Грея 1956 года. Одним из самых известных матчей КФЛ на стадионе стал Mud Bowl, финал Кубка Грея в 1950 году.
Во время летних Олимпийских игр 1976 года «Варсити» принимал пять матчей футбольного турнира, в том числе полуфинал между Бразилией и Польшей.
Клуб NASL «Торонто Метрос-Кроация» использовал стадион до 1978 года, пока не переехал на «Иксхибишн». Они вернулись шесть лет спустя под названием «Торонто Близзард» и снова сделали его своим домашним в сезоне 1984 года. 3 октября 1984 года 16 842 зрителя наблюдали за последним в истории Соккер Боулом — финалом оригинальной Североамериканской футбольной лиги, в котором «Чикаго Стинг» одержали победу над местным «Близзардом» со счётом 3:2 и выиграли чемпионат по итогам двухматчевой серии. NASL была расформирована к следующему году.
В 1986 году на «Варсити» проходил чемпионат мира по лакроссу, в котором участвовали США, Канада, Англия и Австралия. Американцы победили Канаду в финале со счётом 18:9.
Новая команда «Близзард» вернулась сюда в 1987 году в рамках Канадской лиги соккера, но перебралась в следующем сезоне на меньший по размерам стадион «Сентенниал Парк», чтобы сократить расходы. Они вернулись вновь в 1993 году в чемпионате Американской профессиональной футбольной лиги, но снова были вынуждены переехать, на этот раз на стадион «Лэмпорт», опять же из-за финансовых трудностей. «Варсити» продолжал принимать в 1965—1988 годах (кроме 1973-75) Кубок Ванье — финал студенческой лиги канадского футбола, пока тот не переехал на более крупные стадионы, такие как SkyDome (ныне известный как «Роджерс Центр»), по мере роста популярности студенческого чемпионата.
Сборная Канады по футболу провела несколько матчей на стадионе «Варсити», в том числе решающие отборочные матчи чемпионата мира против Коста-Рики в 1985 году и Мексики в 1993 году. Также в 1994 году здесь были сыграны товарищеские матчи против сборных Германии и Нидерландов.
Профессиональный футбольный клуб «Торонто Линкс» переехал на этот стадион в 1997 году, но был вынужден переехать на «Сентенниал Парк» из-за надвигающегося сноса исторического объекта.
Стадион был снесён летом 2002 года после того, как расходы на содержание большого сооружения стали превышать выручку. В то время несколько структурных участков стадиона подвергались временному ремонту и целостность конструкции в будущем была под вопросом. Поле и беговые дорожки остались после сноса. Во время сноса и перестройки территории «Варсити Блюз» переехали на стадион «Бёрчмаунт» в Скарборо.

### Новый стадион
С 2003 по 2005 год были установлены временные трибуны примерно на 1500 человек, чтобы можно было использовать поле для межвузовских игр. Название «Варсити Филд» использовалось с 2002 по 2006 год, когда старый стадион был снесён и строился новый.
План строительства на этом месте нового многоцелевого стадиона на 25 000 мест в 2005 году был отклонён управляющим советом Университета Торонто из-за опасений по поводу его стоимости. Затем планировалось построить объект на территории Йоркского университета, но это тоже не удалось. На момент сноса «Варсити» был вторым по величине стадионом в Канаде с травяным покрытием после Стадиона Содружества в Эдмонтоне (однако с тех пор этот стадион перешёл на искусственное покрытие). Новый стадион открылся в 2007 году.
Сооружения и постройки, возведённые на первом этапе реконструкции стадиона, включают в себя новую 400-метровую восьмиполосную беговую дорожку класса II ИААФ, искусственный газон (покрытие FIFA 2 Star от Polytan) и зимний «пузырь», позволяющий использовать его в ненастную погоду. Возможность многоцелевого использования была одной из основных причин того, что план был принят управляющим советом, в отличие от стадиона на 25 000 мест. По сравнению со старым объектом, сидячие места здесь ближе к «Варсити Арене», что почти делает две постройки одним единым комплексом. Часть стены из красного кирпича вдоль Блур-стрит была сохранена в исторических целях, но новый стадион намного более открыт и лучше виден с улицы. Новые объекты спроектированы компанией Diamond and Schmitt Architects.
После ремонта «аргонавты» вернулись на стадион, где провели предсезонный матч 2013 года на своей бывшей арене. Их домашние «предсезонки» 2014 и 2015 годов также были запланированы на этом стадионе.
Во время Панамериканских игр 2015 года с 14 по 18 июля на «Варсити» проходили соревнования по стрельбе из лука. В тот момент объект был рассчитан на приём около 2000 зрителей одновременно. Здесь также проходили соревнования по стрельбе из лука во время Парапанамериканских игр 2015 года.

## Галерея

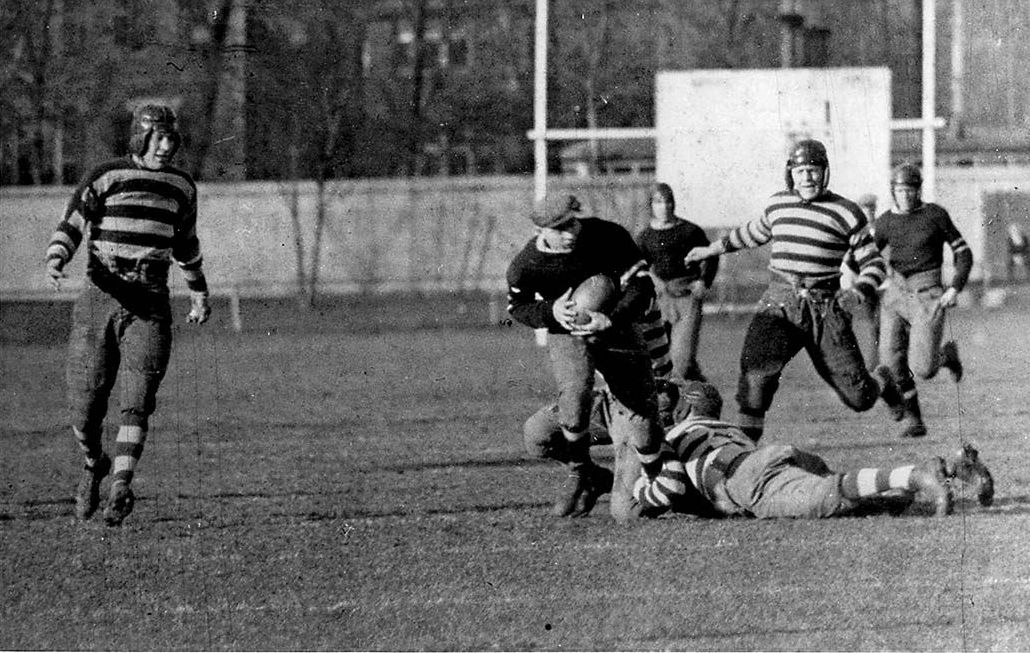
Игра между «Торонто Аргонавтс» и «Оттава Раф Райдерс», ноябрь 1924
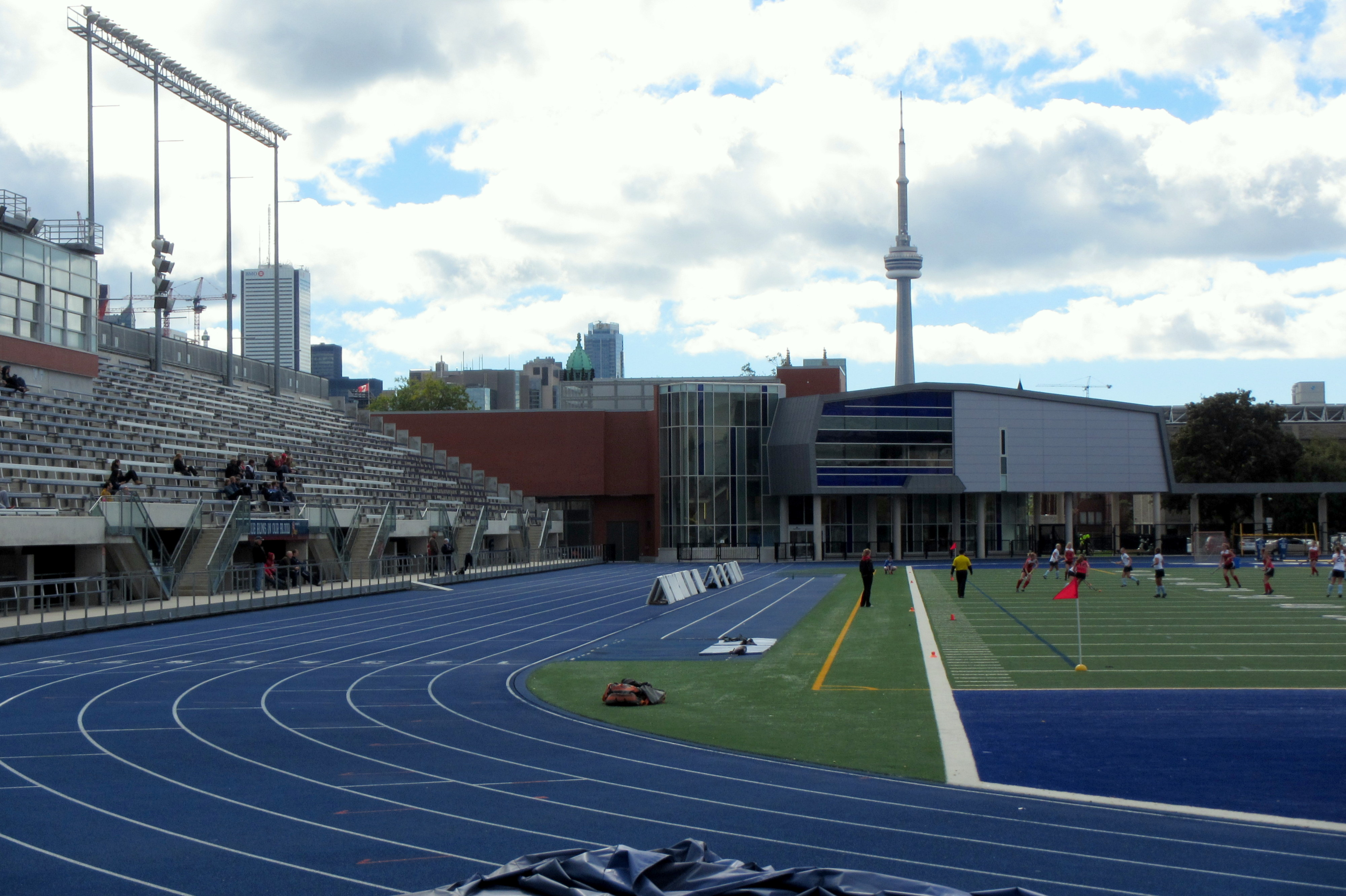
Трибуны рядом с «Варсити Ареной»
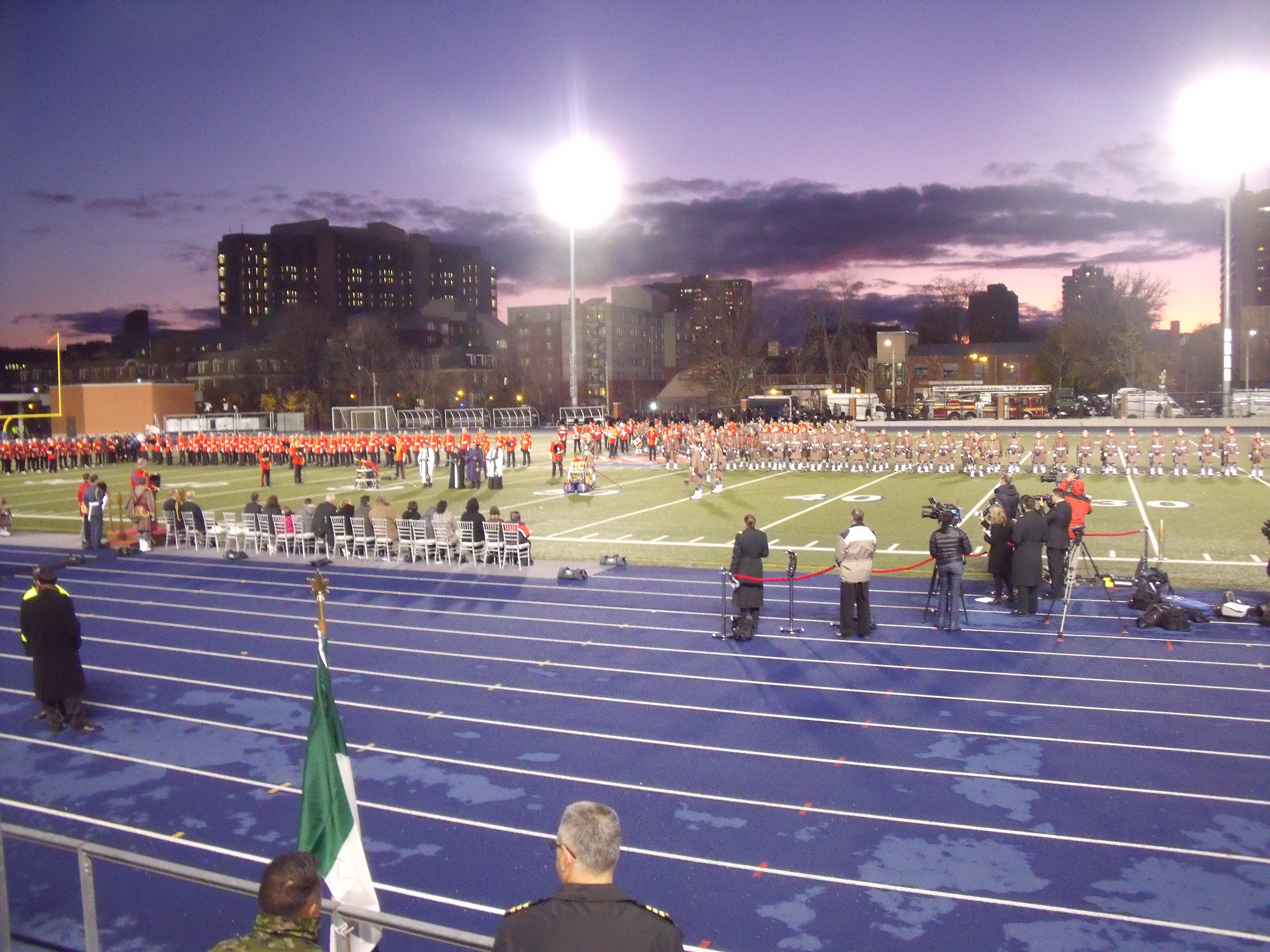
Церемония с участием Королевского полка Канады и Шотландского полка Торонто